# Superboy
Superboy è un personaggio immaginario dei fumetti pubblicati negli Stati Uniti d'America dalla DC Comics, alter ego di diversi personaggi comparsi sulla serie a fumetti Superboy, Adventure Comics e su altre incentrate su gruppi di supereroi. Le principali versioni del personaggio sono quelle relative al giovane Clark Kent alias Superman, a Kon-El, un clone adolescente di Superman, e Jonathan Samuel Kent, figlio di Superman e Lois Lane. Il personaggio ha avuto diverse trasposizioni televisive sia in serie animate che dal vivo.

## Versioni del personaggio

### Kal-El/Clark Kent
La prima incarnazione del personaggio era semplicemente Superman da ragazzo durante la sua vita a Smallville, dove Kal-El - vero nome di Superman - vive sotto l'identità umana di Clark Kent. Il personaggio è apparso in diverse serie dagli anni quaranta fino agli anni ottanta, come Adventure Comics e in due serie omonime, Superboy e The New Adventures di Superboy, nel quale vennero sviluppate la trama e un cast di comprimari come i genitori adottivi Jonathan e Martha Kent, Lana Lang e la Legione dei Super-Eroi. Quando nel 1986 la DC Comics mise ordine alla continuity con il crossover Crisi sulle Terre infinite la biografia di Superman venne modificata in modo che non avesse mai assunto l'identità di Superman con il costume fino all'età adulta, cancellando quindi Superboy dalla storia canonica del personaggio, mentre altri aspetti di retroscena, creati e sviluppati nella serie dedicata a Superboy - come l'amicizia di Clark con Lana Lang - rimasero; successivamente alcune aspetti e caratteristiche relativi alla biografia di Superboy - come per esempio il suo incarico nella Legione - sono stati reintrodotti nella biografia da giovane di Superman.

#### Biografia del personaggio
Clark Kent da giovane usa i suoi poteri - di cui è dotato grazie agli effetti delle radiazioni di sole giallo sulle cellule kryptoniane - per aiutare il prossimo nei panni di Superboy. Kal-El è giunto sulla Terra ancora in fasce a bordo di un razzo proveniente dal suo pianeta natale ormai distrutto. Jonathan Kent nasconde l'astronave sotto il pavimento del fienile e tiene nascosta la vera origine del figlio allo stesso Clark finché questi non è adolescente. L'arrivo del bambino sulla Terra e quindi il giorno in cui i genitori festeggiano il compleanno di Kal-El è il primo dicembre. Clark Kent costruisce un rifugio segreto sotto la casa dei suoi genitori adottivi, Jonathan e Martha Kent, e inizia la carriera di Superboy fabbricandosi un costume da alcune coperte di stoffa indistruttibile presenti sul razzo. Superboy costruisce anche alcuni robot che possono aiutarlo nelle sue imprese. Più avanti incontrerà anche Krypto, il super-cane kryptoniano. Comprimari nelle storie di Superboy sono i Kent, Lana Lang, Pete Ross e il giovane Lex Luthor. Le storie di Superboy raccontano la vita di Clark Kent fino alla morte dei suoi genitori adottivi e al trasferimento a Metropolis dove sarà chiamato Superman.

### Kon-El/Conner Kent
Una nuova versione del personaggio esordì nel 1993. Si tratta di un clone adolescente di Superman che, come l'originale, aveva un nome kryptoniano, Kon-El, e uno umano, Kent Conner, identità umana come cugino di Clark Kent. Una versione riveduta di Kon-El, compresa una nuova origine del personaggio, esordì a seguito del rilancio editoriale The New 52, nella serie Superboy nel 2011; venne poi rivelato che era un clone di Jon Lane Kent, un figlio di Superman e Lois Lane proveniente da un futuro alternativo.

#### Biografia del personaggio
Superboy, alter ego di Kon-El, è un clone di Superman. A differenza dell'originale può avvertire i pericoli, possiede una capacità chiamata "telecinesi tattile" che gli permette di alzare oggetti pesantissimi, sbriciolarli e volare, ma non può respirare nello spazio e non ha la vista a raggi X dell'originale, ma ha occhiali speciali con i quali può vedere attraverso gli oggetti. Nel corso degli anni i poteri sono stati modificati; ora possiede sia la vista calorifica che la vista telescopica.
Kon-El non è solo il clone di Superman ma anche di Lex Luthor. Quest'ultimo aveva impiantato una programmazione nascosta per poterlo comandare, che verrà attivata poi in alcuni eventi che precedono gli eventi narrati nel crossover Crisi infinita. Superboy vive ora a Smallville con i genitori adottivi di Superman sotto l'identità di Conner Kent, cugino di Clark Kent. Morirà alla fine di tale serie, ucciso dopo un terribile scontro con Superboy-Prime.

### Jonathan Samuel Kent
Una nuova versione del personaggio, alter ego di Jonathan Samuel Kent, figlio di Superman e Lois Lane, ha esordito nel 2016 e compare regolarmente nelle serie a fumetti Superman e Action Comics.

### Altre versioni
Esistono altre versioni del personaggio, tra le quali Superboy-Prime, una versione mentalmente instabile di Kal-El in un mondo parallelo. Grant Morrison nella serie All Star Superman lascia intendere che nella sua gioventù Clark Kent non sia mai stato Superboy. Nell'universo Amalgam Superboy si fonde con l'Uomo Ragno creando Spider-Boy, ovvero il clone di un giovane studente chiamato Peter Parker.
Come Superman, anche Superboy comparve come personaggio in storie immaginarie durante la Silver Age e la Bronze Age dei fumetti. Queste comprendevano storie in cui Bruce Wayne venne a vivere con i Kent dopo l'assassinio dei suoi genitori; il piccolo Kal-El fu cresciuto da alcuni gorilla sotto il nome di "Karkan", in una storia che somiglia a quella di Tarzan; Kara Zor-El giunse sulla Terra anni prima di Kal-El, diventando Superwoman per il suo Superboy (descritto qui come un delinquente giovanile).
Kal-El comparve anche come Superboy in due popolari storie della Elseworld: Superboy Legion (2001), in cui Kal-El venne cresciuto nel XXXI secolo da R. J. Brande e divenne il membro fondatore della "Superboy's Legion", poi nota come la Legione dei Supereroi; e la serie di storie presenti in Superman & Batman: Generations, in cui Superman cominciò il suo inizio come Superboy negli anni venti.